# Episodi di CSI: Cyber (seconda stagione)
La seconda e ultima stagione della serie televisiva CSI: Cyber, composta da 18 episodi, è stata trasmessa negli Stati Uniti sul canale CBS dal 4 ottobre 2015 al 13 marzo 2016.
In Italia la stagione è stata trasmessa in prima visione assoluta dal 22 maggio al 31 luglio 2016 su Rai 2.
| nº | Titolo originale      | Titolo italiano            | Prima TV USA     | Prima TV Italia |
| -- | --------------------- | -------------------------- | ---------------- | --------------- |
| 1  | Why-Fi                | Puoi farlo per me?         | 4 ottobre 2015   | 22 maggio 2016  |
| 2  | Heart Me              | Incontri                   | 11 ottobre 2015  | 22 maggio 2016  |
| 3  | Brown Eyes, Blue Eyes | Qui non muore la giustizia | 18 ottobre 2015  | 29 maggio 2016  |
| 4  | Red Crone             | La Strega Rossa            | 25 ottobre 2015  | 29 maggio 2016  |
| 5  | Hack E.R.             | Hacker in prima linea      | 1º novembre 2015 | 5 giugno 2016   |
| 6  | Gone in 6 Seconds     | Sparito in sei secondi     | 8 novembre 2015  | 5 giugno 2016   |
| 7  | Corrupted Memory      | Ricordi confusi            | 15 novembre 2015 | 12 giugno 2016  |
| 8  | Python                | Python                     | 22 novembre 2015 | 19 giugno 2016  |
| 9  | iWitness              | Occhi virtuali             | 13 dicembre 2015 | 19 giugno 2016  |
| 10 | Shades of Grey        | Cyber Robin Hood           | 20 dicembre 2015 | 26 giugno 2016  |
| 11 | 404: Flight Not Found | Volo disperso              | 10 gennaio 2016  | 26 giugno 2016  |
| 12 | Going Viral           | Epidemia virale            | 31 gennaio 2016  | 3 luglio 2016   |
| 13 | The Walking Dead      | Morte digitale             | 14 febbraio 2016 | 3 luglio 2016   |
| 14 | Fit-and-Run           | Salva a tutti i costi      | 21 febbraio 2016 | 10 luglio 2016  |
| 15 | Python's Revenge      | La vendetta di Python      | 2 marzo 2016     | 17 luglio 2016  |
| 16 | 5 Deadly Sins         | Cinque peccati capitali    | 6 marzo 2016     | 24 luglio 2016  |
| 17 | Flash Squad           | Flash Squad                | 9 marzo 2016     | 31 luglio 2016  |
| 18 | Legacy                | Tracce digitali            | 13 marzo 2016    | 31 luglio 2016  |

## Puoi farlo per me?
- Titolo originale: Why-Fi
- Diretto da: Alec Smight
- Scritto da: Pam Veasey

### Trama
A Georgetown, una casa viene svaligiata, risultando nel furto di due orologi, e il proprietario, Scott Barrett, è scomparso: il caso risulta di competenza della Cyber perché il sistema di sicurezza dell'abitazione è stato hackerato. La squadra scopre che Barrett è stato in realtà ucciso in casa e il suo corpo spostato altrove: una conversazione recuperata dal suo cellulare rivela inoltre che Barrett aveva una figlia di sei anni, Rae, in affido condiviso con l'ex moglie, Ellen. Rae, al momento dell'omicidio, si trovava assieme a Scott e Avery la trova nascosta in uno sgabuzzino assieme alla sua bambola e amica immaginaria, Marla. Si scopre che è stata proprio Rae ad aprire la finestra da cui è entrato il ladro seguendo le indicazioni di Marla: la bambola, infatti, contiene un sistema di registrazione di messaggi audio e l'assassino se ne è servito per manipolare Rae con un'azione di wardriving. Nel soggiorno dell'abitazione, dov'è avvenuto l'omicidio, si trovava una console di gioco accesa che, grazie a un sistema di mappatura 3D, è in grado di memorizzare i dati della stanza: in tal modo, la squadra riesce a ricostruire la dinamica dell'assassinio, scoprendo che Barrett è stato picchiato a morte con una mazza da golf. Avery capisce che l'hacker che ha sabotato Marla e il ladro che ha commesso il furto e l'omicidio sono due persone differenti: i sospetti sull'identità del ladro ricadono su Lonnie Swaine, un delinquente che risultava in zona al momento del fatto e che ha ucciso Barrett perché quest'ultimo aveva cercato di fermarlo, mentre l'hacker che lo controllava, "Freeniac", si rivela un criminale specializzato nella ricerca di falle nei sistemi di sicurezza, che sfruttava per ricattare le aziende responsabili in cambio di denaro. Tutto ciò mentre la squadra guadagna un nuovo membro, D.B. Russell, e i protagonisti vivono tutta una serie di importanti cambiamenti: Avery prende in considerazione il posto di vicedirettore, propostole in seguito alla partenza di Sifter; Krumitz, chiamato a testimoniare al processo di sua sorella Francine, che ha ucciso per legittima difesa un uomo che la tormentava, scopre che era in realtà Francine la persecutrice; Raven e Nelson iniziano una relazione; Elijah, preoccupato per le condizioni di suo padre, a cui è stato diagnosticato il cancro, inizia a passare le sue serate in un locale e a confidarsi con la barista.
- Parola chiave: Wardriving: intercettazione di reti Wi-Fi. È la tecnica sfruttata da "Freeniac" per sabotare i sistemi di sicurezza e inviare i messaggi alla bambola.

## Incontri
- Titolo originale: Heart Me
- Diretto da: Matt Earl Beesley
- Scritto da: Kate Sargeant Curtis

### Trama
Raven deve fare di tutto per dimostrare l'innocenza di un'amica, accusata dell'omicidio di un uomo che aveva conosciuto su un sito di incontri.
- Parola chiave: Cyberstalking.

## Qui non muore la giustizia
- Titolo originale: Brown Eyes, Blue Eyes
- Diretto da: Alec Smight
- Scritto da: Devon Gregory

### Trama
La squadra deve scoprire chi ha violato la videocamera di un agente di polizia e messo online il video del probabile omicidio di un afroamericano, per fermare le violente dimostrazioni a sfondo razziale che stanno avvenendo in città.
- Parola chiave: Doxing (diffondere informazioni sensibili online con intenti dannosi).

## La Strega Rossa
- Titolo originale: Red Crone
- Diretto da: Brad Tanenbaum
- Scritto da: Denise Hahn

### Trama
La Divisione Cyber indaga sul rapimento di un bambino, indotto da una falsa leggenda che gira su internet ad andarsene di casa. Avery sospende
temporaneamente Elijah, a causa del comportamento troppo violento dell'uomo.
- Parola chiave: Script Kiddie

## Hacker in prima linea
- Titolo originale: Hack E.R.
- Diretto da: Eriq La Salle
- Scritto da: Michael Brandon Guercio

### Trama
Un hacker che è stato in grado di controllare tutti gli apparecchi medici dell'ospedale, mette sotto scacco tutta la squadra. Inoltre, ad Avery torna in mente sua figlia, dopo che un'amica del passato verrà a trovarla; mentre Russell ritornerà a pensare alla sua amica Finn, dopo aver visto un'altra ragazza in coma.
- Parola chiave: Modchip.

## Sparito in sei secondi
- Titolo originale: Gone in 6 Seconds
- Diretto da: Allan Arkush
- Scritto da: Matt Whitney

### Trama
Avery e Russell indagano sulla morte di un uomo, morto in un incidente causato da un'auto senza pilota, a controllo remoto. Avery viene nominata ufficialmente vice direttore.
- Parola chiave: Car Hacking Tool (CHT).

## Ricordi confusi
- Titolo originale: Corrupted Memory
- Diretto da: Jerry Levine
- Scritto da: Andrew Karlsruher, Craig O'Neill e Pam Veasey

### Trama
Una ragazza viene ammazzata mentre sta intrattenendo una video chat con i suoi genitori. Il principale sospettato è il vicino di casa che soffre di agorafobia.
- Parola chiave: Malware.

## Python
- Titolo originale: Python
- Diretto da: Janice Cooke
- Scritto da: Craig O'Neill

### Trama
La squadra indaga su Python, il criminale più ricercato dalla Divisione Cyber, dopo che questi ha ucciso un agente dell'Interpol, amico di Avery. La squadra riuscirà a scoprire la vera identità di Python ma a caro prezzo, dato che questi riuscirà a infiltrarsi e a compromettere l'FBI.
- Parola chiave: Shelf Baby (una falsa identità creata e "cresciuta" online da un hacker, con l'intenzione di utilizzarla per compiere crimini).

## Occhi virtuali
- Titolo originale: iWitness
- Diretto da: Paul Holahan
- Scritto da: Carly Soteras

### Trama
Ora che Russell è andato a Las Vegas per testimoniare, Avery deve occuparsi dell'omicidio di un'hacker, ingaggiata per rimuovere le prove di uno stupro.
- Parola chiave: Brute-Force Attack.

## Cyber Robin Hood
- Titolo originale: Shades of Grey
- Diretto da: Louis Milito
- Scritto da: Brandon Guercio e Kate Sargeant Curtis

### Trama
L'emissione gratuita di soldi, dagli sportelli automatici, causa la morte di un uomo. La squadra dovrà cercare il Cyber Robin Hood che ha provocato tutto questo.
- Parola chiave: Whaling Attack (inviare una e-mail truffa che bersaglia un dirigente di alto livello con lo scopo di ottenere l'accesso alla rete della compagnia).

## Volo disperso
- Titolo originale: 404: Flight Not Found
- Diretto da: Skipp Sudduth
- Scritto da: Thomas Hoppe

### Trama
La squadra è chiamata a indagare quando i server del controllo del traffico aereo vengono hackerati e un aereo viene dirottato.
- Parola chiave: Software-Defined Radio.
- Guest star: Emmitt Smith

## Epidemia virale
- Titolo originale: Going Viral
- Diretto da: Maja Vrvilo
- Scritto da: Denise Hahn e Pam Veasey

### Trama
Avery e Russell devono indagare su di un virus aereo che infetta tutti i telefoni e che impedisce alle persone di chiamare il 911. Al termine dell'episodio Russell incontra Greer Latimore, dopo averla scambiata per la donna misteriosa che gli mandava i messaggi.
- Parola chiave: Default Password (una password semplice, assegnata dal produttore di un dispositivo, che è facilmente violabile se lasciata invariata).

## Morte digitale
- Titolo originale: The Walking Dead
- Diretto da: Frederick E.O. Toye
- Scritto da: Andrew Karlsruher, Scotty McKnight e Craig O'Neill

### Trama
La Divisione Cyber è chiamata a indagare dopo che un hacker ha provocato la "morte" digitale dell'ex marito di Avery.
- Parola chiave: Social engineering.

## Salva a tutti i costi
- Titolo originale: Fit-and-Run
- Diretto da: Jeff Thomas
- Scritto da: Andrew Karlsruher, Scotty McKnight, Devon Greggory e Michael Brandon Guercio

### Trama
La squadra indaga sulla morte di una donna, rapita mentre stava facendo jogging, utilizzando la sua app di fitness. Il tutto si scoprirà collegato a un'operazione dilettante di prelievo organi.
- Parola chiave: Near Field Communication (NFC).

## La vendetta di Python
- Titolo originale: Python's Revenge
- Diretto da: Vikki Williams
- Scritto da: Devon Greggory

### Trama
Python sfida la squadra a risolvere numerosi enigmi, per permetterle di salvare Grace, la figlioccia di Avery, da lui rapita. Avery sparerà a Python, dopo che questo si è introdotto a casa sua.
- Parola chiave: Shodan Map (un motore di ricerca interattivo che mostra l'ubicazione di ogni dispositivo connesso a internet).

## Cinque peccati capitali
- Titolo originale: 5 Deadly Sins
- Diretto da: Rob Bailey
- Scritto da: Matt Whitney

### Trama
Il team deve rintracciare un hacker che sta punendo una persona per ogni categoria dei cinque peccati capitali dei social network: incitamento all'odio, pornografia, violenza, droga e trolling.
- Parola chiave: Codice QR.

## Flash Squad
- Titolo originale: Flash Squad
- Diretto da: Howard Deutch
- Scritto da: Scotty McKnight

### Trama
La squadra, dopo l'omicidio di un uomo e il ferimento grave di una donna, deve rintracciare le hacker che rapinano le persone, dopo averle fatte andare in posti isolati, manomettendone l'app del traffico.
- Parola chiave: Supercookie (codice che traccia segretamente l'attività online di una persona)[1].

## Tracce digitali
- Titolo originale: Legacy
- Diretto da: Eriq La Salle
- Scritto da: Pam Veasey

### Trama
Quando un hacker compie il più grande furto di dati della storia, la Divisione Cyber viene chiamata a indagare. Dopo che tutto si è risolto per il meglio, però, la stalker di Elijah riesce a sparare a Russell, dopo che questi è intervenuto per aiutare l'amico.
La scena si sposta poi a mostrare le vite di tutti i membri della squadra, dopo che sono passati 4 mesi dall'accaduto: Nelson diventa ufficialmente un agente dell'FBI, mentre Raven ne diventa consulente; Krumitz addestra nuovi hacker per l'FBI; Russell infine si trasferisce con Greer a Parigi.
- Parola chiave: Legacy Footprints.